# Kolomi
Kolomi /u jeziku creek, ="where there are white oaks",/ jedno od plemena Muskogee Indijanaca u području rijeke Ocmulgee, srednjeg toka Chattahoocheeja i donje Tallapoosa. Glavno naselje Kolomi, ponekad nazivano i Kulomi ili Kulumi nalazilo se vjerojatno na rijeci Chattahoochee u okrugu Clay. Prema Swantonu srodni su Holiwahalima.